# Kroktjärnen (Ramsbergs socken, Västmanland, 662370-146897)
Kroktjärnen är en sjö i Lindesbergs kommun i Västmanland och ingår i Norrströms huvudavrinningsområde.